# Harald Hjalmarson
Harald Ossian Hjalmarson (14 juillet 1868 – 16 décembre 1919) était un général suédois, qui fut notamment général de la gendarmerie perse puis dirigea la Brigade suédoise, constituée de volontaires et qui combattit aux côtés des Blancs lors de la Guerre civile finlandaise. Il est le père de Jarl Hjalmarson.

## Biographie
Hjalmarson passe son examen d'entrée dans l'armée en 1887, puis son examen d'officier en 1889, et entre à l'école des cadets de Stockholm dont il suit les cours entre 1892 et 1894. Entre 1911 et 1915, Hjalmarson est général au sein de la gendarmerie perse, à la tête de six régiments de gendarmerie, dont deux dans les environs de Téhéran et quatre autres chargés de la protection des caravanes. Les forces ainsi constituées étaient sous le commandement de trente-six officiers suédois, et étaient fortes d'environ 8 900 hommes. À son retour, il est promu lieutenant-colonel en 1916.
En 1918, Hjalmarson devient le chef de la Brigade suédoise (également connue sous le nom de groupe Hjalmarson), promu au rang de major-général. Il exerce son commandement entre le 15 février et le 15 juin 1916, et prend part à la bataille de Kuru. Il commande également lors des combats autour d'Epilä, Tampere et Lempäälä. À son retour après le conflit, il se suicide.
Il est le père de Jarl Hjalmarson (né en 1901), futur dirigeant du parti conservateur suédois (« Högerpartiet »).

### Sources
- (fi) Cet article est partiellement ou en totalité issu de l’article de Wikipédia en finnois intitulé « Harald Hjalmarson » (voir la liste des auteurs).

- (sv) Cet article est partiellement ou en totalité issu de l’article de Wikipédia en suédois intitulé « Harald Hjalmarson » (voir la liste des auteurs).